# Besdolus imhoffi
Besdolus imhoffi är en bäcksländeart som först beskrevs av Pictet, F.J. 1841.  Besdolus imhoffi ingår i släktet Besdolus och familjen rovbäcksländor. Inga underarter finns listade i Catalogue of Life.